# Харт, Иан
И́ан Па́трик Харт (англ. Ian Patrick Harte; род. 31 августа 1977, Дроэда, Ирландия) — ирландский футболист, игравший на позиции левого защитника. Наиболее известен по выступлениям за «Лидс Юнайтед». В составе национальной сборной Ирландии провёл 64 матча, участник чемпионата мира 2002 года.
Являлся специалистом по штрафным ударам. Обладая сильным точным ударом, часто забивал мячи с дальних дистанций.

## Клубная карьера

### Ранние годы
Харт родился 31 августа 1977 года в ирландском городе Дроэда. Там же начал учиться в колледже Святого Оливера (англ. St. Olivers Community College). Это учебное заведение отличалось спортивным уклоном в работе со своими воспитанниками. Харт, будучи с детства хорошим атлетом, был членом сборных колледжа по футболу и гэльскому футболу, в составе которых выиграл множество трофеев. В возрасте 12 лет Иан начал играть за дублинскую команду «Сент-Кевин» (англ. St. Kevins FC), за которую старший брат Харта, Майкл, выступал уже три года. Клуб играл в школьной лиге ирландской столицы.

### «Лидс Юнайтед»
В 1995 году Харт подписал свой первый профессиональный контракт с английской командой «Лидс Юнайтед», куда он перешёл в том же году из «Хоум Фарм». Девять сезонов, проведённых в «Юнайтед», Иан был неотъемлемой частью основного состава, став культовой фигурой для фанатов «белых» наравне со своим дядей Гэри Келли.
В 2000 году после подписания «Лидсом» Доминика Маттео Харт рисковал потерять место в основе команды, но бывший в то время наставником «павлинов» Дэвид О’Лири, сумев объединить в стартовом составе помимо шотландца и ирландца, ещё и Рио Фердинанда и Лукаса Радебе, создал одну из самых крепких оборонительных формаций в английском футболе того времени. В этом же сезоне Иан помог «Юнайтед» дойти до полуфинала Кубка УЕФА, сыграв в рамках этого турнира 12 матчей и забив один гол. В следующем футбольном году «Лидс» сумел добраться до той же стадии в Лиге чемпионов. В этом также была немалая заслуга Харта, который провёл за «павлинов» в розыгрыше 2000/01 17 игр, поразив ворота соперников четыре раза.
В это время ирландцем серьёзно интересовались гранды европейского футбола такие как, «Барселона» и «Милан», предлагавшие за защитника около 11 миллионов евро, однако руководство «белых» отклонило эти варианты трансфера, не желая отпускать одного из своих лидеров в другие клубы.
В сезоне 2002/03 своими знаменитыми штрафными ударами Иан фактически спас «Лидс» от вылета из английской Премьер-лиги — 4 мая 2003 года в предпоследнем туре национального первенства он забил гол со стандартного положения с 25-метровой дистанции в ворота «Арсенала», позволив «Юнайтед» одержать победу 3:2. Этот результат обезопасил «павлинов» от покидания элитного британского дивизиона.
Последующая карьера Харта на «Элланд Роуд» не была столь успешной. «Лидс» поразил финансовый кризис, команда, распродав практически всех ведущих игроков, показывала плохую игру, и в итоге клуб вылетел из Премьер-лиги, заняв в чемпионате Англии 2003/04 19-е место. Этот сезон стал последним для Харта в составе «павлинов».

### «Леванте»
9 июля 2004 года Иан подписал контракт с испанским «Леванте», вышедшим в Примеру впервые после вылета в 1965 году.
29 августа в своём дебютном матче за валенсийский клуб против «Реал Сосьедада» Харт открыл счёт своим голам на Пиренейском полуострове. В декабре 2004 года ирландец получил травму паха, от которой он оправился лишь через 3 месяца.
Первый сезон после возвращения в высшую испанскую лигу для «Леванте» оказался неудачным — по итогам сезона команда расположилась только на 18-й позиции чемпионата Испании и была вынуждена вернуться в Сегунду. Через год клуб из Валенсии смог вновь подняться в Примеру. Сам Харт забил в этом футбольном году 9 мячей.
В августе 2006 года Иан тяжело травмировался. Из лазарета он вернулся в январе следующего года, но, не набрав достаточной физической формы, практически не играл в сезоне 2006/07, по итогам которого «Леванте» вновь отправился во второй дивизион.
По окончании футбольного года состоялся разговор между ирландцем и наставником команды из Валенсии, Абелем Ресино, в котором главный тренер сказал Харту, что не видит его в своих тактических схемах в будущем. По итогам беседы стороны пришли к соглашению, что они двусторонне разрывают действующий контракт Иана, и он становится свободным агентом.

### «Сандерленд»
29 августа 2007 года было объявлено, что Харт вернулся в Англию и подписал однолетний контракт с «Сандерлендом», которым руководил бывший партнёр Иана по сборной Ирландии Рой Кин. 7 октября 2007 года в матче против «Арсенала» состоялся дебют защитника в составе «чёрных котов» — Харт вышел на замену на 89-й минуте поединка вместо нападающего Дуайта Йорка. Не сумев закрепиться в основе первой команды, в январе 2008 года Иан был выставлен на трансфер. 4 июня этого же года однолетний контракт ирландца с «Сандерлендом» истёк, и он покинул клуб.
Летом Харт был на просмотре в клубе «Вулверхэмптон Уондерерс». «Волки» предложили Иану сложную схему о сотрудничестве с помесячным продлением контракта, которая не устроила ирландца. К началу сезона 2008/09 Харт так и не смог найти себе работодателя. В сентябре 2008 года он решает для поддержания формы тренироваться с резервным составом «Шеффилд Юнайтед», за который он даже провёл один матч, где дублёры «клинков» победили вторую команду «Ньюкасл Юнайтед» 3:0.
22 октября Харт отправился на однонедельный просмотр в норвежский клуб «Волеренга», надеясь произвести впечатление на наставника команды Мартина Андресена. Но и здесь ирландца ждало разочарование — норвежцы не пожелали заключать с ним контракт. После этого Иан вновь неудачно пробовался в «Чарльтон Атлетик».

### «Блэкпул»
После нескольких недель, проведённых на просмотре в клубе первого английского дивизиона «Блэкпул», 11 декабря Харт согласился играть за команду на основании схемы помесячного продления контракта. Уже 29 декабря Иан отыграл первый официальный матч за «приморских» — в этот день они сыграли вничью с «Вулверхэмптоном» 2:2.
2 февраля 2009 года по обоюдному согласию контракт Харта с «Блэкпулом» был расторгнут.
6 февраля ирландец подписал соглашение с представителем шотландской Премьер-лиги, «Сент-Мирреном», по которому он должен был выступать за «святых» до конца сезона 2008/09. Но уже 7 февраля Харт по неизвестным причинам отказался выступать за клуб из Пейсли.

### «Карлайл Юнайтед»
26 марта 2009 года Харт подписал контракт до конца сезона с «Карлайл Юнайтед», через два дня ирландец впервые вышел на поле в футболке «камберлендцев» в игре с «Нортгемптон Таун». В этом же поединке его признали лучшим игроком встречи. Позже выяснилось, что в матче против «Таун», Иан сломал два пальца ноги. Возвращение после травмы состоялось через месяц — 25 апреля ирландский защитник со штрафного удара забил гол в ворота «Челтнем Таун». Харт также принял участие в последнем матче сезона 2008/09, в котором «Карлайл», победив «Миллуолл» со счётом 2:0, спасся от вылета из второго английского дивизиона. 18 мая 2009 года ирландец подписал новое соглашение с «Юнайтед», по нему он оставался в клубе до лета 2011 года.
В следующем сезоне в игре против «Транмир Роверс» Иан забил свой третий гол за «Карлайл». На этом он не остановился — 7 ноября в матче Кубка Англии с клубом «Моркам» Харт поразил ворота соперников в шестой раз в этом футбольном году, 14 ноября с «Бристоль Роверс» — в седьмой.
25 ноября главный тренер «Ипсвич Таун» Рой Кин сделал предложение «Карлайлу» по аренде ирландца в стан «синих», на которое сам Иан ответил отказом.
28 марта 2010 года Харт с «Юнайтед» принял участие в финальном матче Трофея футбольной лиги, в котором однако «голубая армия» проиграла своим соперникам из «Саутгемптона» 1:4. С 16 мячами Иан стал лучшим бомбардиром «Карлайла» в сезоне 2009/10.
По итогам футбольного года в мае 2010 года Харт вошёл в символическую сборную третьего по значимости английского дивизиона.
С началом сезона 2010/11 Иан продолжил забивать мячи — в первых двух играх «Карлайла» в Первой футбольной английской лиге ирландец отличился по разу, огорчив вратарей «Брентфорда» и «Плимут Аргайл».

### «Рединг»
31 августа 2010 года Иан подписал двухлетний контракт с клубом «Рединг». Трансфер ирландца обошёлся «ройалс» в 100 тысяч фунтов. 11 сентября Харт дебютировал в составе «Рединга» в поединке с «Кристал Пэлас». В том же матче ирландец, реализовав пенальти на 65-й минуте, открыл счёт своим голам в новой команде. По итогам сезона 2011/12 клуб Харта, заняв первое место в Чемпионшипе, завоевал право выступать в следующем футбольном году в высшем дивизионе Англии.

### Клубная статистика
| Клуб                       | Сезон                      | Чемпионат | Чемпионат | Кубок | Кубок | Кубок Лиги | Кубок Лиги | Трофей Футбольной Лиги | Трофей Футбольной Лиги | Плей-офф Лиги | Плей-офф Лиги | Еврокубки | Еврокубки | Итого | Итого |
| Клуб                       | Сезон                      | Игры      | Голы      | Игры  | Голы  | Игры       | Голы       | Игры                   | Голы                   | Игры          | Голы          | Игры      | Голы      | Игры  | Голы  |
| -------------------------- | -------------------------- | --------- | --------- | ----- | ----- | ---------- | ---------- | ---------------------- | ---------------------- | ------------- | ------------- | --------- | --------- | ----- | ----- |
| Лидс Юнайтед               | 1995/96                    | 5         | 0         | —     | —     | —          | —          | —                      | —                      | —             | —             | —         | —         | 5     | 0     |
| Лидс Юнайтед               | 1996/97                    | 14        | 2         | 1     | 0     | 3          | 1          | —                      | —                      | —             | —             | —         | —         | 18    | 3     |
| Лидс Юнайтед               | 1997/98                    | 12        | 0         | 3     | 0     | —          | —          | —                      | —                      | —             | —             | —         | —         | 15    | 0     |
| Лидс Юнайтед               | 1998/99                    | 35        | 4         | 5     | 2     | 1          | 0          | —                      | —                      | —             | —             | 3         | 0         | 44    | 6     |
| Лидс Юнайтед               | 1999/00                    | 33        | 6         | 3     | 1     | 1          | 0          | —                      | —                      | —             | —             | 12        | 1         | 49    | 8     |
| Лидс Юнайтед               | 2000/01                    | 29        | 7         | 1     | 0     | 1          | 0          | —                      | —                      | —             | —             | 17        | 4         | 48    | 11    |
| Лидс Юнайтед               | 2001/02                    | 36        | 5         | 1     | 0     | 2          | 0          | —                      | —                      | —             | —             | 8         | 1         | 47    | 6     |
| Лидс Юнайтед               | 2002/03                    | 27        | 3         | 3     | 0     | 1          | 0          | —                      | —                      | —             | —             | 5         | 0         | 36    | 3     |
| Лидс Юнайтед               | 2003/04                    | 23        | 1         | 1     | 0     | 2          | 1          | —                      | —                      | —             | —             | —         | —         | 26    | 2     |
| Всего за «Лидс Юнайтед»    | Всего за «Лидс Юнайтед»    | 214       | 28        | 18    | 3     | 11         | 2          | 0                      | 0                      | 0             | 0             | 45        | 6         | 288   | 39    |
| Леванте                    | 2004/05                    | 24        | 1         | —     | —     | —          | —          | —                      | —                      | —             | —             | —         | —         | 24    | 1     |
| Леванте                    | 2005/06                    | 26        | 3         | 1     | 0     | —          | —          | —                      | —                      | —             | —             | —         | —         | 27    | 3     |
| Леванте                    | 2006/07                    | 6         | 0         | —     | —     | —          | —          | —                      | —                      | —             | —             | —         | —         | 6     | 0     |
| Всего за «Леванте»         | Всего за «Леванте»         | 56        | 4         | 1     | 0     | 0          | 0          | 0                      | 0                      | 0             | 0             | 0         | 0         | 57    | 4     |
| Сандерленд                 | 2007/08                    | 8         | 0         | —     | —     | —          | —          | —                      | —                      | —             | —             | —         | —         | 8     | 0     |
| Всего за «Сандерленд»      | Всего за «Сандерленд»      | 8         | 0         | 0     | 0     | 0          | 0          | 0                      | 0                      | 0             | 0             | 0         | 0         | 8     | 0     |
| Блэкпул                    | 2008/09                    | 4         | 0         | 1     | 0     | —          | —          | —                      | —                      | —             | —             | —         | —         | 5     | 0     |
| Всего за «Блэкпул»         | Всего за «Блэкпул»         | 4         | 0         | 1     | 0     | 0          | 0          | 0                      | 0                      | 0             | 0             | 0         | 0         | 5     | 0     |
| Карлайл Юнайтед            | 2008/09                    | 3         | 1         | —     | —     | —          | —          | —                      | —                      | —             | —             | —         | —         | 3     | 1     |
| Карлайл Юнайтед            | 2009/10                    | 45        | 16        | 4     | 1     | 3          | 1          | 7                      | 0                      | —             | —             | —         | —         | 59    | 18    |
| Карлайл Юнайтед            | 2010/11                    | 4         | 2         | —     | —     | 1          | 0          | —                      | —                      | —             | —             | —         | —         | 5     | 2     |
| Всего за «Карлайл Юнайтед» | Всего за «Карлайл Юнайтед» | 52        | 19        | 4     | 1     | 4          | 1          | 7                      | 0                      | 0             | 0             | 0         | 0         | 67    | 21    |
| Рединг                     | 2010/11                    | 40        | 11        | 4     | 0     | —          | —          | —                      | —                      | 3             | 0             | —         | —         | 47    | 11    |
| Рединг                     | 2011/12                    | 32        | 4         | 1     | 0     | 1          | 0          | —                      | —                      | —             | —             | —         | —         | 34    | 4     |
| Рединг                     | 2012/13                    | 15        | 0         | 1     | 0     | 1          | 0          | —                      | —                      | —             | —             | —         | —         | 17    | 0     |
| Всего за «Рединг»          | Всего за «Рединг»          | 87        | 15        | 6     | 0     | 2          | 0          | 0                      | 0                      | 3             | 0             | 0         | 0         | 98    | 15    |
| Всего за карьеру           | Всего за карьеру           | 421       | 66        | 30    | 4     | 17         | 3          | 7                      | 0                      | 3             | 0             | 45        | 6         | 523   | 79    |

(откорректировано по состоянию на 9 марта 2013)

## Сборная Ирландии
Дебют Харта с составе сборной Ирландии состоялся 2 июня 1996 года в товарищеском матче, где «парни в зелёном» сыграли вничью с Хорватией 2:2. Место в стартовом составе сборной Иан завоевал во время отборочных игр к чемпионату мира 1998 года.
Следующие четыре года в национальной команде получились для Харта смазанными — несмотря на очевидные успехи ирландца с «Лидсом» на английской и европейских аренах, главный тренер сборной Мик Маккарти ставил его на матчи не так часто, как хотелось самому Иану. Всё изменилось в отборочном цикле к чемпионату мира 2002 года — футболист в нём регулярно играл и стал единственным игроком в сборной, проведшим все поединки с первой до последней минуты. Также в этих матчах защитник четыре раза поражал ворота соперников, в том числе реализовал пенальти в стыковых играх с Ираном. Сама сборная Ирландии квалифицировалась для участия в мундиале, на котором Харт отыграл все четыре встречи своей национальной команды на турнире несмотря на травму. В следующем году Иан потерял место в основном составе ирландцев — новый наставник «парней в зелёном» Брайан Керр предпочитал видеть на месте левого защитника молодого игрока «Манчестер Юнайтед» Джона О’Ши.
4 и 8 июня 2005 года Харт, забив по голу в ворота сборных Израиля и Фарерских островов, ознаменовал возвращение в первую команду Ирландии.
Всего в составе национальной сборной сыграл 61 матч, 11 раз поражал ворота соперников.

### Матчи и голы за сборную Ирландии
| №  | Дата             | Место                                                           | Оппонент          | Счёт | Голы Харта | Соревнование                                                    |
| 1  | 2 июня 1996      | «Лэнсдаун Роуд», Дублин, Ирландия                               | Хорватия          | 2:2  | —          | Товарищеский матч                                               |
| 2  | 4 июня 1996      | «Фейеноорд», Роттердам, Нидерланды                              | Нидерланды        | 1:3  | —          | Товарищеский матч                                               |
| 3  | 12 июня 1996     | «Джайентс», Ист-Ратерфорд, США                                  | Мексика           | 2:2  | —          | Кубок Соединенных Штатов                                        |
| 4  | 15 июня 1996     | «Джайентс», Ист-Ратерфорд, США                                  | Боливия           | 3:0  | 1          | Кубок Соединенных Штатов                                        |
| 5  | 31 августа 1996  | «Шпортпарк Эшен-Маурен», Эшен, Лихтенштейн                      | Лихтенштейн       | 5:0  | 1          | Отборочный матч чемпионата мира по футболу 1998                 |
| 6  | 9 октября 1996   | «Лэнсдаун Роуд», Дублин, Ирландия                               | Македония         | 3:0  | —          | Отборочный матч чемпионата мира по футболу 1998                 |
| 7  | 10 ноября 1996   | «Лэнсдаун Роуд», Дублин, Ирландия                               | Исландия          | 0:0  | —          | Отборочный матч чемпионата мира по футболу 1998                 |
| 8  | 11 февраля 1997  | «Ниниан Парк», Кардифф, Уэльс                                   | Уэльс             | 0:0  | —          | Товарищеский матч                                               |
| 9  | 2 апреля 1997    | Национальный стадион Филиппа II Македонского, Скопье, Македония | Македония         | 2:3  | —          | Отборочный матч чемпионата мира по футболу 1998                 |
| 10 | 30 апреля 1997   | «Генча», Бухарест, Румыния                                      | Румыния           | 0:1  | —          | Отборочный матч чемпионата мира по футболу 1998                 |
| 11 | 21 мая 1997      | «Лэнсдаун Роуд», Дублин, Ирландия                               | Лихтенштейн       | 5:0  | —          | Отборочный матч чемпионата мира по футболу 1998                 |
| 12 | 20 августа 1997  | «Лэнсдаун Роуд», Дублин, Ирландия                               | Литва             | 0:0  | —          | Отборочный матч чемпионата мира по футболу 1998                 |
| 13 | 6 сентября 1997  | «Лаугардалсвёллур», Рейкьявик, Исландия                         | Исландия          | 4:2  | —          | Отборочный матч чемпионата мира по футболу 1998                 |
| 14 | 10 сентября 1997 | «Жальгирис», Вильнюс, Литва                                     | Литва             | 2:1  | —          | Отборочный матч чемпионата мира по футболу 1998                 |
| 15 | 29 октября 1997  | «Лэнсдаун Роуд», Дублин, Ирландия                               | Бельгия           | 1:1  | —          | Отборочный матч чемпионата мира по футболу 1998 (стыковые игры) |
| 16 | 15 ноября 1997   | Стадион короля Бодуэна, Брюссель, Бельгия                       | Бельгия           | 1:2  | —          | Отборочный матч чемпионата мира по футболу 1998 (стыковые игры) |
| 17 | 22 апреля 1998   | «Лэнсдаун Роуд», Дублин, Ирландия                               | Аргентина         | 0:2  | —          | Товарищеский матч                                               |
| 18 | 23 мая 1998      | «Лэнсдаун Роуд», Дублин, Ирландия                               | Мексика           | 0:0  | —          | Товарищеский матч                                               |
| 19 | 10 февраля 1999  | «Лэнсдаун Роуд», Дублин, Ирландия                               | Парагвай          | 2:0  | —          | Товарищеский матч                                               |
| 20 | 4 сентября 1999  | «Максимир», Загреб, Хорватия                                    | Хорватия          | 0:1  | —          | Отборочный матч чемпионата Европы по футболу 2000               |
| 21 | 8 сентября 1999  | Национальный стадион, Та'Кали, Мальта                           | Мальта            | 3:2  | —          | Отборочный матч чемпионата Европы по футболу 2000               |
| 22 | 23 февраля 2000  | «Лэнсдаун Роуд», Дублин, Ирландия                               | Чехия             | 3:2  | 1          | Товарищеский матч                                               |
| 23 | 2 сентября 2000  | «Амстердам АренА», Амстердам, Нидерланды                        | Нидерланды        | 2:2  | —          | Отборочный матч чемпионата мира по футболу 2002                 |
| 24 | 7 октября 2000   | «Да Луж», Лиссабон, Португалия                                  | Португалия        | 1:1  | —          | Отборочный матч чемпионата мира по футболу 2002                 |
| 25 | 11 октября 2000  | «Лэнсдаун Роуд», Дублин, Ирландия                               | Эстония           | 2:0  | —          | Отборочный матч чемпионата мира по футболу 2002                 |
| 26 | 15 ноября 2000   | «Лэнсдаун Роуд», Дублин, Ирландия                               | Финляндия         | 3:0  | —          | Товарищеский матч                                               |
| 27 | 24 марта 2001    | «Нео ГСП», Никосия, Кипр                                        | Кипр              | 4:0  | 1          | Отборочный матч чемпионата мира по футболу 2002                 |
| 28 | 28 марта 2001    | «Мини Эстади», Барселона, Испания                               | Андорра           | 3:0  | 1          | Отборочный матч чемпионата мира по футболу 2002                 |
| 29 | 25 апреля 2001   | «Лэнсдаун Роуд», Дублин, Ирландия                               | Андорра           | 3:1  | —          | Отборочный матч чемпионата мира по футболу 2002                 |
| 30 | 2 июня 2001      | «Лэнсдаун Роуд», Дублин, Ирландия                               | Португалия        | 1:1  | —          | Отборочный матч чемпионата мира по футболу 2002                 |
| 31 | 6 июня 2001      | «А. Ле Кок Арена», Таллин, Эстония                              | Эстония           | 2:0  | —          | Отборочный матч чемпионата мира по футболу 2002                 |
| 32 | 15 августа 2001  | «Лэнсдаун Роуд», Дублин, Ирландия                               | Хорватия          | 2:2  | —          | Товарищеский матч                                               |
| 33 | 1 сентября 2001  | «Лэнсдаун Роуд», Дублин, Ирландия                               | Нидерланды        | 1:0  | —          | Отборочный матч чемпионата мира по футболу 2002                 |
| 34 | 6 октября 2001   | «Лэнсдаун Роуд», Дублин, Ирландия                               | Кипр              | 4:0  | 1          | Отборочный матч чемпионата мира по футболу 2002                 |
| 35 | 10 ноября 2001   | «Лэнсдаун Роуд», Дублин, Ирландия                               | Иран              | 2:0  | 1          | Отборочный матч чемпионата мира по футболу 2002 (стыковые игры) |
| 36 | 15 ноября 2001   | «Азади», Тегеран, Иран                                          | Иран              | 0:1  | —          | Отборочный матч чемпионата мира по футболу 2002 (стыковые игры) |
| 37 | 13 февраля 2002  | «Лэнсдаун Роуд», Дублин, Ирландия                               | Россия            | 2:0  | —          | Товарищеский матч                                               |
| 38 | 27 марта 2002    | «Лэнсдаун Роуд», Дублин, Ирландия                               | Дания             | 3:0  | 1          | Товарищеский матч                                               |
| 39 | 17 апреля 2002   | «Лэнсдаун Роуд», Дублин, Ирландия                               | США               | 2:1  | —          | Товарищеский матч                                               |
| 40 | 16 мая 2002      | «Лэнсдаун Роуд», Дублин, Ирландия                               | Нигерия           | 1:2  | —          | Товарищеский матч                                               |
| 41 | 1 июня 2002      | «Ниигата», Ниигата, Япония                                      | Камерун           | 1:1  | —          | Чемпионат мира по футболу 2002 (финальные игры, групповой этап) |
| 42 | 5 июня 2002      | «Касима», Касима, Япония                                        | Германия          | 1:1  | —          | Чемпионат мира по футболу 2002 (финальные игры, групповой этап) |
| 43 | 11 июня 2002     | Международный стадион Иокогамы, Иокогама, Япония                | Саудовская Аравия | 3:0  | —          | Чемпионат мира по футболу 2002 (финальные игры, групповой этап) |
| 44 | 16 июня 2002     | «Сувон уорлд кап стадиум», Сувон, Южная Корея                   | Испания           | 1:1  | —          | Чемпионат мира по футболу 2002 (финальные игры, 1/8 финала)     |
| 45 | 21 августа 2002  | Олимпийский стадион, Хельсинки, Финляндия                       | Финляндия         | 3:0  | —          | Товарищеский матч                                               |
| 46 | 7 сентября 2002  | «Локомотив», Москва, Россия                                     | Россия            | 2:4  | —          | Отборочный матч чемпионата Европы по футболу 2004               |
| 47 | 16 октября 2002  | «Лэнсдаун Роуд», Дублин, Ирландия                               | Швейцария         | 1:2  | —          | Отборочный матч чемпионата Европы по футболу 2004               |
| 48 | 12 февраля 2003  | «Хэмпден Парк», Глазго, Шотландия                               | Шотландия         | 0:2  | —          | Товарищеский матч                                               |
| 49 | 30 апреля 2003   | «Лэнсдаун Роуд», Дублин, Ирландия                               | Норвегия          | 1:0  | —          | Товарищеский матч                                               |
| 50 | 19 августа 2003  | «Лэнсдаун Роуд», Дублин, Ирландия                               | Австралия         | 2:1  | —          | Товарищеский матч                                               |
| 51 | 6 сентября 2003  | «Лэнсдаун Роуд», Дублин, Ирландия                               | Россия            | 1:1  | —          | Отборочный матч чемпионата Европы по футболу 2004               |
| 52 | 9 сентября 2003  | «Лэнсдаун Роуд», Дублин, Ирландия                               | Турция            | 2:2  | —          | Товарищеский матч                                               |
| 53 | 11 октября 2003  | «Санкт-Якоб Парк», Базель, Швейцария                            | Швейцария         | 0:2  | —          | Отборочный матч чемпионата Европы по футболу 2004               |
| 54 | 18 ноября 2003   | «Лэнсдаун Роуд», Дублин, Ирландия                               | Канада            | 3:0  | —          | Товарищеский матч                                               |
| 55 | 31 марта 2004    | «Лэнсдаун Роуд», Дублин, Ирландия                               | Чехия             | 2:1  | 1          | Товарищеский матч                                               |
| 56 | 28 апреля 2004   | Стадион имени Здзислава Кшишковяка, Быдгощ, Польша              | Польша            | 0:0  | —          | Товарищеский матч                                               |
| 57 | 4 июня 2005      | «Лэнсдаун Роуд», Дублин, Ирландия                               | Израиль           | 2:2  | 1          | Отборочный матч чемпионата мира по футболу 2006                 |
| 58 | 8 июня 2005      | «Торшвотль», Торсхавн, Фарерские острова                        | Фарерские острова | 2:0  | 1          | Отборочный матч чемпионата мира по футболу 2006                 |
| 59 | 17 августа 2005  | «Лэнсдаун Роуд», Дублин, Ирландия                               | Италия            | 1:2  | —          | Товарищеский матч                                               |
| 60 | 7 сентября 2005  | «Лэнсдаун Роуд», Дублин, Ирландия                               | Франция           | 0:1  | —          | Отборочный матч чемпионата мира по футболу 2006                 |
| 61 | 12 октября 2005  | «Лэнсдаун Роуд», Дублин, Ирландия                               | Швейцария         | 0:0  | —          | Отборочный матч чемпионата мира по футболу 2006                 |
| 62 | 1 марта 2006     | «Лэнсдаун Роуд», Дублин, Ирландия                               | Швеция            | 3:0  | —          | Товарищеский матч                                               |
| 63 | 24 мая 2006      | «Лэнсдаун Роуд», Дублин, Ирландия                               | Чили              | 0:1  | —          | Товарищеский матч                                               |
| 64 | 7 февраля 2007   | Олимпийский стадион, Серравалле, Сан-Марино                     | Сан-Марино        | 2:1  | —          | Отборочный матч чемпионата Европы по футболу 2008               |

Итого: 64 матча / 11 голов; 30 побед, 19 ничьих, 15 поражений.
(откорректировано по состоянию на 7 февраля 2007)

### Сводная статистика игр/голов за сборную
| Сборная          | Год              | Отборочные матчи ЧМ | Отборочные матчи ЧМ | Финальные матчи ЧМ | Финальные матчи ЧМ | Отборочные матчи ЧЕ | Отборочные матчи ЧЕ | Финальные матчи ЧЕ | Финальные матчи ЧЕ | Товарищеские матчи | Товарищеские матчи | Кубок Соединённых Штатов | Кубок Соединённых Штатов | Итого | Итого |
| Сборная          | Год              | Игры                | Голы                | Игры               | Голы               | Игры                | Голы                | Игры               | Голы               | Игры               | Голы               | Игры                     | Голы                     | Игры  | Голы  |
| ---------------- | ---------------- | ------------------- | ------------------- | ------------------ | ------------------ | ------------------- | ------------------- | ------------------ | ------------------ | ------------------ | ------------------ | ------------------------ | ------------------------ | ----- | ----- |
| Ирландия         | 1996             | 3                   | 1                   | —                  | —                  | —                   | —                   | —                  | —                  | 2                  | 0                  | 2                        | 1                        | 7     | 2     |
| Ирландия         | 1997             | 8                   | 0                   | —                  | —                  | —                   | —                   | —                  | —                  | 1                  | 0                  | —                        | —                        | 9     | 0     |
| Ирландия         | 1998             | —                   | —                   | —                  | —                  | —                   | —                   | —                  | —                  | 2                  | 0                  | —                        | —                        | 2     | 0     |
| Ирландия         | 1999             | —                   | —                   | —                  | —                  | 2                   | 0                   | —                  | —                  | 1                  | 0                  | —                        | —                        | 3     | 0     |
| Ирландия         | 2000             | 3                   | 0                   | —                  | —                  | —                   | —                   | —                  | —                  | 2                  | 1                  | —                        | —                        | 5     | 1     |
| Ирландия         | 2001             | 9                   | 4                   | —                  | —                  | —                   | —                   | —                  | —                  | 1                  | 0                  | —                        | —                        | 10    | 4     |
| Ирландия         | 2002             | —                   | —                   | 4                  | 0                  | 2                   | 0                   | —                  | —                  | 5                  | 1                  | —                        | —                        | 11    | 1     |
| Ирландия         | 2003             | —                   | —                   | —                  | —                  | 2                   | 0                   | —                  | —                  | 5                  | 0                  | —                        | —                        | 7     | 0     |
| Ирландия         | 2004             | —                   | —                   | —                  | —                  | —                   | —                   | —                  | —                  | 2                  | 1                  | —                        | —                        | 2     | 1     |
| Ирландия         | 2005             | 4                   | 2                   | —                  | —                  | —                   | —                   | —                  | —                  | 1                  | 0                  | —                        | —                        | 5     | 2     |
| Ирландия         | 2006             | —                   | —                   | —                  | —                  | —                   | —                   | —                  | —                  | 2                  | 0                  | —                        | —                        | 2     | 0     |
| Ирландия         | 2007             | —                   | —                   | —                  | —                  | 1                   | 0                   | —                  | —                  | —                  | —                  | —                        | —                        | 1     | 0     |
| Всего за карьеру | Всего за карьеру | 27                  | 7                   | 4                  | 0                  | 7                   | 0                   | 0                  | 0                  | 24                 | 3                  | 2                        | 1                        | 64    | 11    |

(откорректировано по состоянию на 7 февраля 2007)

## Достижения
«Карлайл Юнайтед»
- Финалист Трофея футбольной лиги: 2009/10

 «Рединг»
- Победитель Чемпионшипа: 2011/12